# Šuštar (priimek)
Šuštar je 183. najbolj pogost priimek v Sloveniji, ki ga je po podatkih Statističnega urada Republike Slovenije na dan 31. decembra 2007 uporabljalo 957 oseb, na dan 1. januarja 2011  pa 935 oseb ter je med vsemi priimki po pogostosti uporabe zavzel 189. mesto

## Znani nosilci priimka
- Aco Franc Šuštar (*1968), komercialist in politik
- Alojzij Šuštar (1920–2007), ljubljanski nadškof in metropolit, prvi predsednik Slovenske škofovske konference
- Anton Šuštar (1893–1977), rezbar, slikar in glasbenik
- Anže Šuštar, pevec
- Barbara Šuštar, modna oblikovalka
- Bogomir Šuštar, letalski tehnik in veteran vojne za Slovenijo (1. helikopter)
- Boris Šuštar (*1962), ekonomist, minister, podjetnik, zapornik
- Branko Šuštar (*1957), zgodovinar šolstva, muzealec
- France Šuštar (1923–2016), botanik, mikolog
- France Šuštar (*1948), kamniški župnik
- Franc(e) Šuštar (*1959), ljubljanski pomožni škof
- Jelka Šuštar Vozlič, agronomka, hmeljarka, prof. BF
- Maja Šuštar Habjan (*1979), ledna plezalka
- Marija Šuštar (1905–1989), entnokoreologinja, folkloristka (sestra Tončka Marolt)
- Martin Šuštar, kolavdator zvonov
- Maruša Šuštar (*1977), slikarka
- Miha Šuštar, prevajalec
- Milan Šuštar (*1932), domoznanec, publicist
- Miran Šuštar (1924–2010), novinar, publicist, dopisnik
- Rada Šuštar (1920–2007), slikarka
- Tomaž Šuštar -Ikarus, jamar (= metalurg?)
- Tončka Šuštar (Tončka Marolt) (1894–1988), etnokoreologinja, folkloristka